# Konstantin Konstantinovič Kokkinaki
Konstantin Konstantinovič Kokkinaki (in russo: Константин Константинович Коккинаки; Novorossijsk, 11 marzo 1910 – Mosca, 4 marzo 1990) è stato un aviatore sovietico.
Pilota da caccia durante la seconda guerra mondiale, fu pilota collaudatore nel programma MiG-17, MiG-19 e MiG-21. Era fratello di Vladimir, anche lui pilota collaudatore.

## Biografia
Kokkinaki ha partecipato alla guerra sino-giapponese combattuta tra il 1939-1940 come pilota di caccia, ed è accreditato di 7 abbattimenti in 166 combattimenti. Durante la Seconda guerra mondiale ottenne altri 7 abbattimenti.
Dal 1951 al 1967 è stato pilota collaudatore per la Mikoyan-Gurevich e coinvolto nello sviluppo di MiG-17, MiG-19 e MiG-21. Ottenne fama internazionale il 30 settembre 1960 con lo Ye-66, uno sviluppo del MiG-21, con il quale conquistò il record mondiale su una distanza chiusa di 100 km con 2148,66 km/h.
Per i suoi successi Konstantin Kokkinaki è stato dichiarato Eroe dell'Unione Sovietica e per 3 volte ottenne il Premio Lenin.